# Wełniczka kosmata

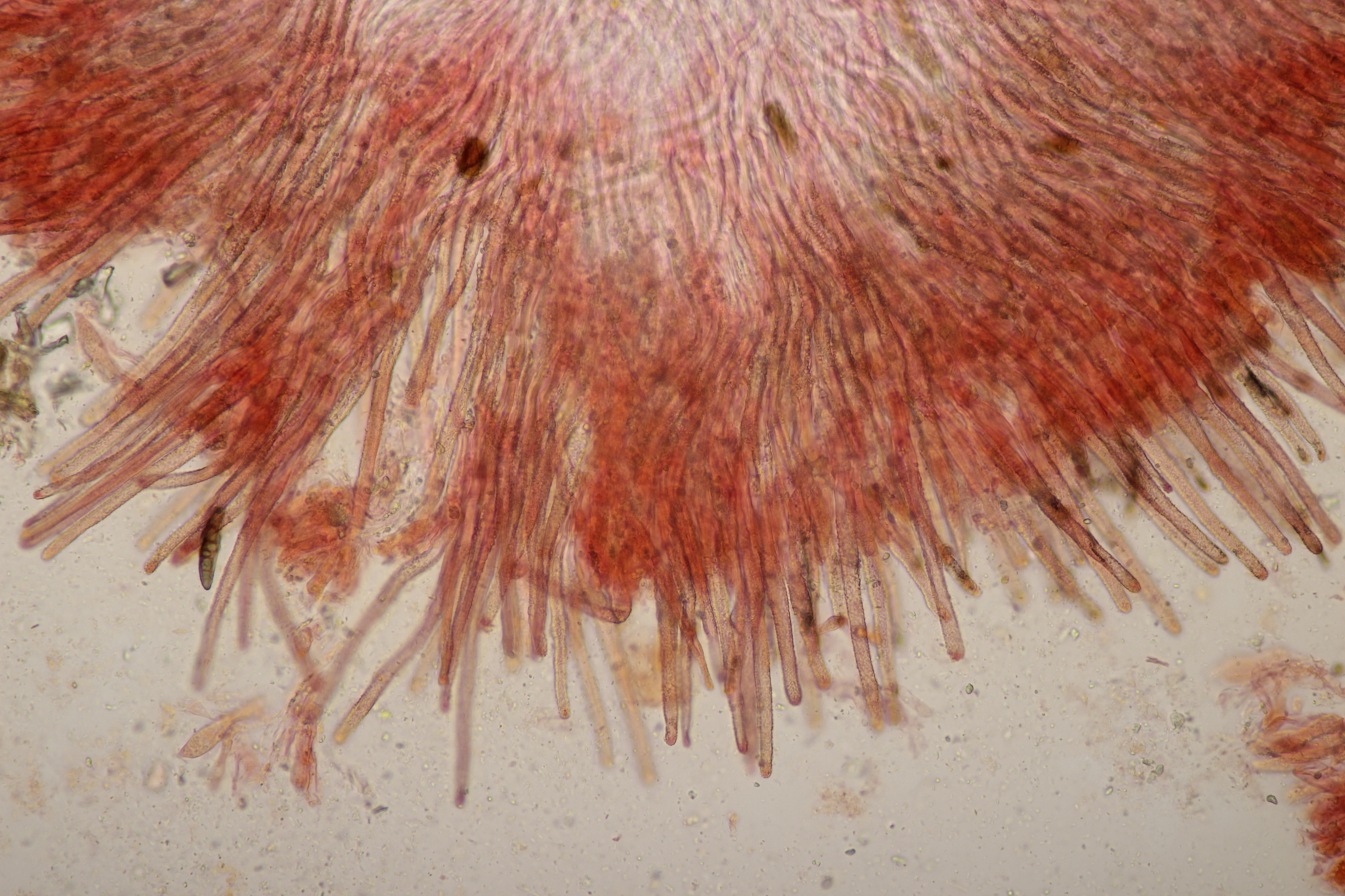
Włoski

Wełniczka kosmata (Lachnella villosa (Pers.) Donk) – gatunek grzybów z rodziny Niaceae.

## Systematyka i nazewnictwo
Pozycja w klasyfikacji według Index Fungorum: Lachnella, Niaceae, Agaricales, Agaricomycetidae, Agaricomycetes, Agaricomycotina, Basidiomycota, Fungi.
Po raz pierwszy takson ten opisali w 1801 r. Christiaan Hendrik Persoon nadając mu nazwę Peziza villosa. Obecną, uznaną przez Index Fungorum nazwę nadał mu w 1951 r. Marinus Anton Donk.
Ma 20 synonimów. Niektóre z nich:
- Cyphella villosa (Pers.) P. Crouan & H. Crouan 1867
- Henningsomyces villosus (Pers.) Kuntze 1898
- Solenia villosa (Pers.) Fr. 1822

Polską nazwę podał Władysław Wojewoda w 1999 r.

## Morfologia
OwocnikGrzyb cyfelloidalny o owocniku rocznym w postaci dyskowatej miseczki o średnicy do 1 mm i brzegu w stanie suchym zawiniętym do wewnątrz. Trzonu brak. Zewnętrzna powierzchnia biaława i gęsto owłosiona, powierzchnia hymenialna o barwie od białej do kremowej. Włoski brzeżne grubościenne, cylindryczne spiczaste i drobno inkrustowane na całej długości.
Cechy mikroskopoweSystem strzępkowy monomityczny, strzępki o szerokości do 4 μm, cienkościenne, rozgałęzione, ze sprzążkami. Cystydy lancetowate, 40–60 × 7–8 μm ze sprzążką w podstawie. Podstawki maczugowate, z gutulami, 4-sterygmowe, 40–50 × 10–12 μm, ze sprzążką w podstawie. Bazydiospory o kształcie od jajowatego do cylindrycznego, asymetryczne, gładkie, szkliste, z licznymi gutulami, 7–12 × 5–8 μm.

## Występowanie i siedlisko
Podano występowanie tego gatunku w Ameryce Północnej, Europie, Azji, Australii i na Nowej Zelandii. W Europie jest szeroko rozprzestrzeniony. W. Wojewoda w zestawieniu wielkoowocnikowych grzybów podstawkowych Polski w 2003 r. przytacza 10 stanowisk. W Polsce jest gatunkiem pospolitym, często jednak przeoczanym ze względu na niewielkie rozmiary.
Grzyb saprotroficzny. W Polsce notowany na roślinach zielnych: wietlicy samiczej, macierzance piaskowej, barszczu zwyczajnym i na topoli osice.